# 阿拉韦特斯
阿拉韦特斯，是西班牙卡斯蒂利亚-莱昂塞戈维亚省的一个市镇。 总面积16平方公里，总人口52人（2001年），人口密度3人/平方公里。